# Naine Y

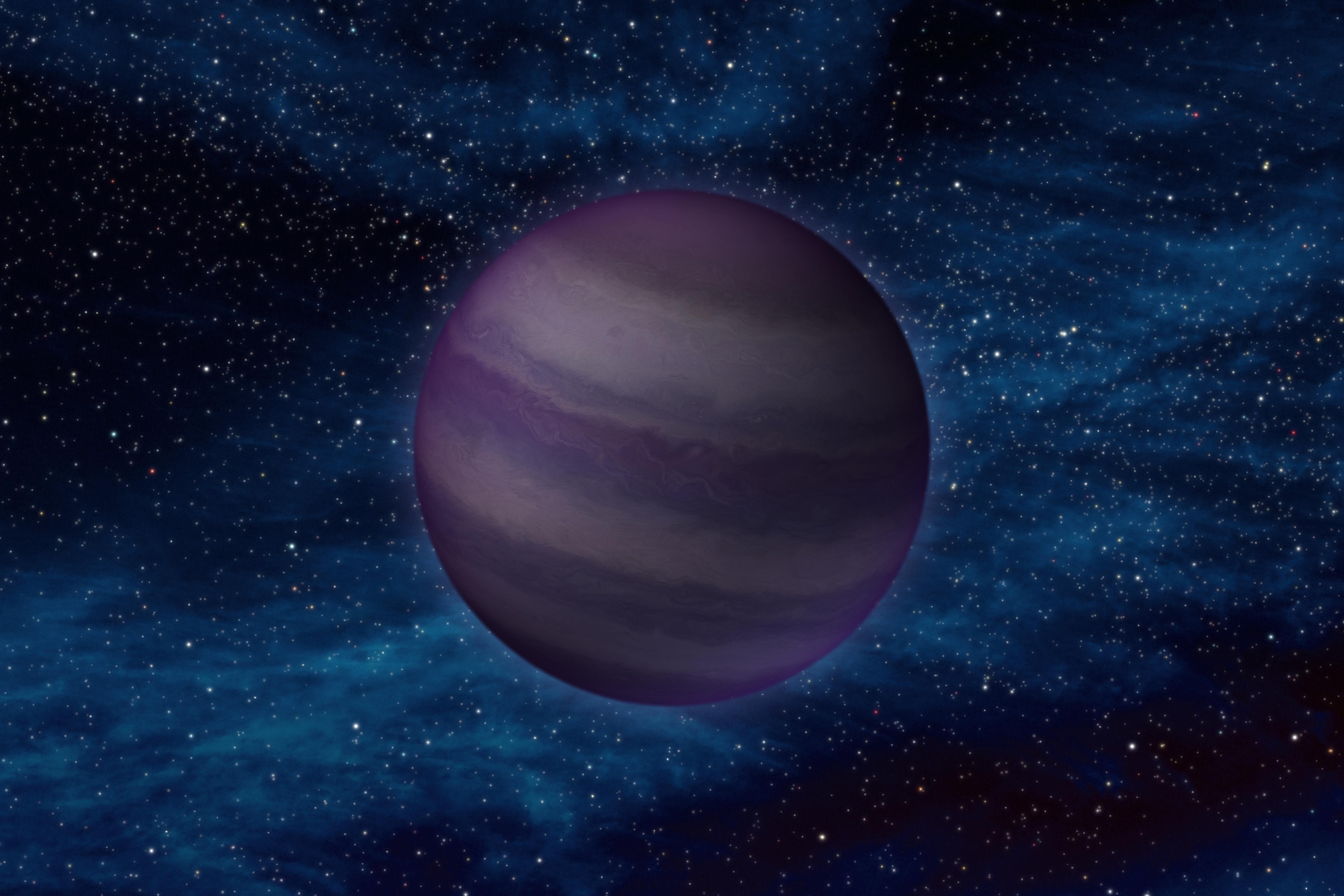
Vue d'artiste d'une naine brune de type spectral Y.

Une naine Y est un astre de type spectral Y, de masse substellaire. Il s'agit donc d'une naine brune ou d'un objet libre de masse planétaire de température inférieure à celle d'une naine T. Elles se trouvent à l'extrémité de l’échelle du type spectral, et sont les plus froides avec une température de surface inférieure à 750 K. Leur spectre est marqué par la signature spectroscopique de l'ammoniac.
La première naine Y, CFBDS 0059, a été observée en 2008 à l'aide du télescope Canada-France-Hawaï (CFHT). La naine brune Y la plus froide ayant été découverte, WISE 0855-0714, située à 7,2 années-lumière du Soleil, possède une température de surface comprise entre 225 et 260 K (entre -48 °C et -13 °C). La naine WISE 1828-2650 est elle aussi une des naines brunes les plus froides connues avec une température de surface d'environ 300 K (environ 27 °C).
En juillet 2019, 27 objets de type spectral Y sont connues.
Cette extension à la classification de Morgan et Keenan a été proposée à la fin des années 1990.